# Peterlinge
Als Peterlinge (lat. homines sancti Petri) oder petersleute bezeichnet man Bauern, die gegenüber einem Stift oder Kloster, das unter dem Patronat des heiligen Petrus steht, dienst- oder zinspflichtig waren. Diese Peterlinge schuldeten die Ableistung von Dienstleistungen und einen Kopfzins, beispielsweise in Hafer, Hühnern oder Geld. Im Todesfall schuldeten sie das Besthaupt. Im Gegenzug wurde ihnen die Freizügigkeit gestattet und sie hatten im Gegensatz zu Eigenleuten und Hörigen einen relativ freien Stand.
Belegt sind Peterlinge in Erfurt, Trier, Weißenburg und im Erzstift St. Peter in Köln. Mehrere Belege gibt es insbesondere durch die Belehnung der Grafen von Nassau mit kölnischen Gütern zwischen dem 13. bis zum 18. Jahrhundert. In Weistümern des 15. Jahrhunderts aus der Pfalz werden die Peterlinge auf die gleiche Stufe zu Reichsdienstleuten gestellt.
Andere Bezeichnungen sind petersfrau, Peterskind, Petermann und Petersmensch.